# Ausangate
Le Nevado Ausangate  ou Auzangate (orthographe hispanisée) est une montagne de la cordillère de Vilcanota dans les Andes, au Pérou. Culminant à une altitude de 6 372 mètres ou 6 384 mètres, elle est située à environ 100 km au sud-est de Cuzco dans la région de Cuzco. L'Ausangate se trouve sur la frontière entre la province de Canchis (district de Pitumarca) et la province de Quispicanchi (district d'Ocongate).
La montagne a une symbolique dans la mythologie inca.
Tous les ans, le festival Qoyllurit'i (mot Quechua signifiant « étoile de neige ») attire des milliers de pèlerins quechuas à environ 20 km au nord d'Ausangate, sur le Qullqipunku. Il a lieu une semaine avant la Fête-Dieu.
La région est peuplée de lamas et d'alpagas, et abrite l'une des dernières sociétés pastorales au monde. Les sentiers de haute montagne sont utilisés par ces éleveurs pour le commerce avec les communautés agricoles à basse altitude. Actuellement, l'un de ces sentiers, la « route d'Apu Ausangate », est l'un des treks les plus populaires du Pérou.

Vendeuse d'artisanat à Ausangate, près du col Jampa
Femmes à Ausangate, près du village de Tinki